# Volodimir Olekszandrovics Zelenszkij
Volodimir Olekszandrovics Zelenszkij (ukránul: Володимир Олександрович Зеленський; Krivij Rih, 1978. január 25. –) ukrán rendező, előadóművész, producer, üzletember és politikus, 2019. május 20-tól Ukrajna elnöke.
Mielőtt elnökké választották, showmanként, szinkronszínészként, filmrendezőként, forgatókönyvíróként,  tévéműsorvezetőként, énekesként, parodistaként és komikusként volt ismert. A Kvartal-95 filmstúdió társtulajdonosa és vezetője (2003-2019), valamint az Inter TV csatorna általános producere (2010-2012) volt.
Politikai karrierjét 2019-ben kezdte és elindult a 2019-es ukrán elnökválasztáson, amit meg is nyert. 2019. május 20-án lépett hivatalba.
Elnökválasztási kampánya során Zelenszkij megígérte, hogy véget vet Ukrajna elhúzódó konfliktusának Oroszországgal, és megpróbált párbeszédet folytatni Vlagyimir Putyin orosz elnökkel. 2021-ben kormánya az Oroszországgal való feszültség eszkalálódásával szembesült, ami 2022 februárjában a folyamatban lévő teljes körű orosz invázió megindításában csúcsosodott ki. Zelenszkij stratégiája az orosz katonai megerősödés alatt az volt, hogy megnyugtassa az ukrán lakosságot és biztosítsa a nemzetközi közösséget arról, hogy Ukrajna nem törekszik megtorlásra. Kezdetben elhatárolódott a közelgő háborúra vonatkozó figyelmeztetésektől, ugyanakkor biztonsági garanciákat és katonai támogatást kért a NATO-tól a fenyegetés "elviselésére". Az invázió megkezdése után Zelenszkij egész Ukrajnában rendkívüli állapotot hirdetett ki, és általános mozgósítást rendelt el a fegyveres erőknél. A válság alatti tevékenysége széleskörű nemzetközi elismerést váltott ki, és az ukrán ellenállás szimbólumának tartják.
Ukrán társadalmi felmérések alapján az ország legnagyobb elnökei közé sorolják, ugyanakkor a vezetése alatt levő országot a nemzetközi megfigyelők – Orbán Magyarországával együtt – a »részben szabad«, hibrid rezsim kategóriájába sorolják, ahol magas szintű korrupció jellemző és a média függetlensége sem biztosított.

## Életpályája
A Dnyipropetrovszki területen fekvő Krivij Rihben született 1978-ban orosz nyelvű zsidó családba, egyetlen gyermekként. Apja Olekszandr Zelenszkij, aki a Krivij Rih-i Közgazdasági Főiskola Informatikai és Információtechnológiai Tanszékének vezetője volt. Anyja Rimma Zelenszka mérnök.
A középiskola előtt szüleivel négy évet a mongóliai Erdenetben töltött, ahol az apja dolgozott. A Vadim Hetymann Kijevi Közgazdasági Egyetem Krivij Rih-i Közgazdasági Főiskoláján tanult, ahol jogi végzettséget szerzett. Két hónapnyi jogi gyakornoki munkát leszámítva azonban jogászként soha sem dolgozott.
Ezután a vígjátékok felé fordult, és létrehozta a Kvartal 95 produkciós céget, amely filmeket, rajzfilmeket és tévéműsorokat készített, köztük a Nép szolgája (ukránul: Szluha narodu) című tévésorozatot, amelyben Zelenszkij az ukrán elnök szerepét játszotta. A sorozatot 2015 és 2019 között sugározták, és rendkívül népszerű volt.

## Politikai karrierje
2018 márciusában Zelenszkij produkciós cégének, a Kvartal 95-nek tagjai új politikai pártot jegyeztek be, a Zelenszkij főszereplésével a megelőző három évben vetített televíziós műsoruk címével azonos A Nép Szolgája néven. Bár Zelenszkij tagadta, hogy azonnal belépne a politikába, és azt mondta, hogy csak azért jegyezte be a párt nevét, hogy megakadályozza, hogy mások kisajátítsák, széles körben elterjedt a feltételezés, hogy indulni készül az elnökválasztáson. Már 2018 októberében, három hónappal kampánybejelentése és hat hónappal az elnökválasztás előtt vezető helyen szerepelt a közvéleménykutatásokban. Több hónapig tartó kétértelmű kijelentések után december 31-én, kevesebb mint négy hónappal a választások előtt, Zelenszkij az 1+1 tévécsatorna 2018. december 31-i, szilveszteri esti műsorában bejelentette, hogy jelölteti magát Ukrajna elnöki posztjára.
Pártja 2019. január 21-én hivatalosan is jelölte Zelenszkijt az elnökválasztásra. Az ukrán Központi Választási Bizottság (CVK) 2019. január 30-án regisztrálta elnökjelöltként.
Zelenszkij ugyan a választás első fordulójában még nem szerzett abszolút többséget, de 30,24%-os eredménnyel az élen végzett. A 2019. április 21-i második fordulóban pedig a szavazatok 73%-át szerezte meg Porosenko 25%-ával szemben, így megválasztották Ukrajna elnökévé.

### Ukrajna elnökeként
Beiktatását követő egyik első intézkedésként július 21-ére idő előtti parlamenti választást írt ki, valamint a parlamentben kezdeményezte a választási rendszer módosítását. Az indítvány napirendre tűzését azonban a parlament elutasította. Az elnöki rendeletet az Ukrán Alkotmánybíróság érvényesnek nyilvánította, így a Központi Választási Bizottság (CVK) július 21-re kiírta a parlamenti választásokat.

### 2021–2022-es orosz-ukrán válság
2021 áprilisában az ukrán határoknál történő orosz katonai megerősítésre reagálva Zelenszkij beszélt Joe Biden amerikai elnökkel, és sürgette a NATO-tagokat, hogy gyorsítsák fel Ukrajna tagsági kérelmét.

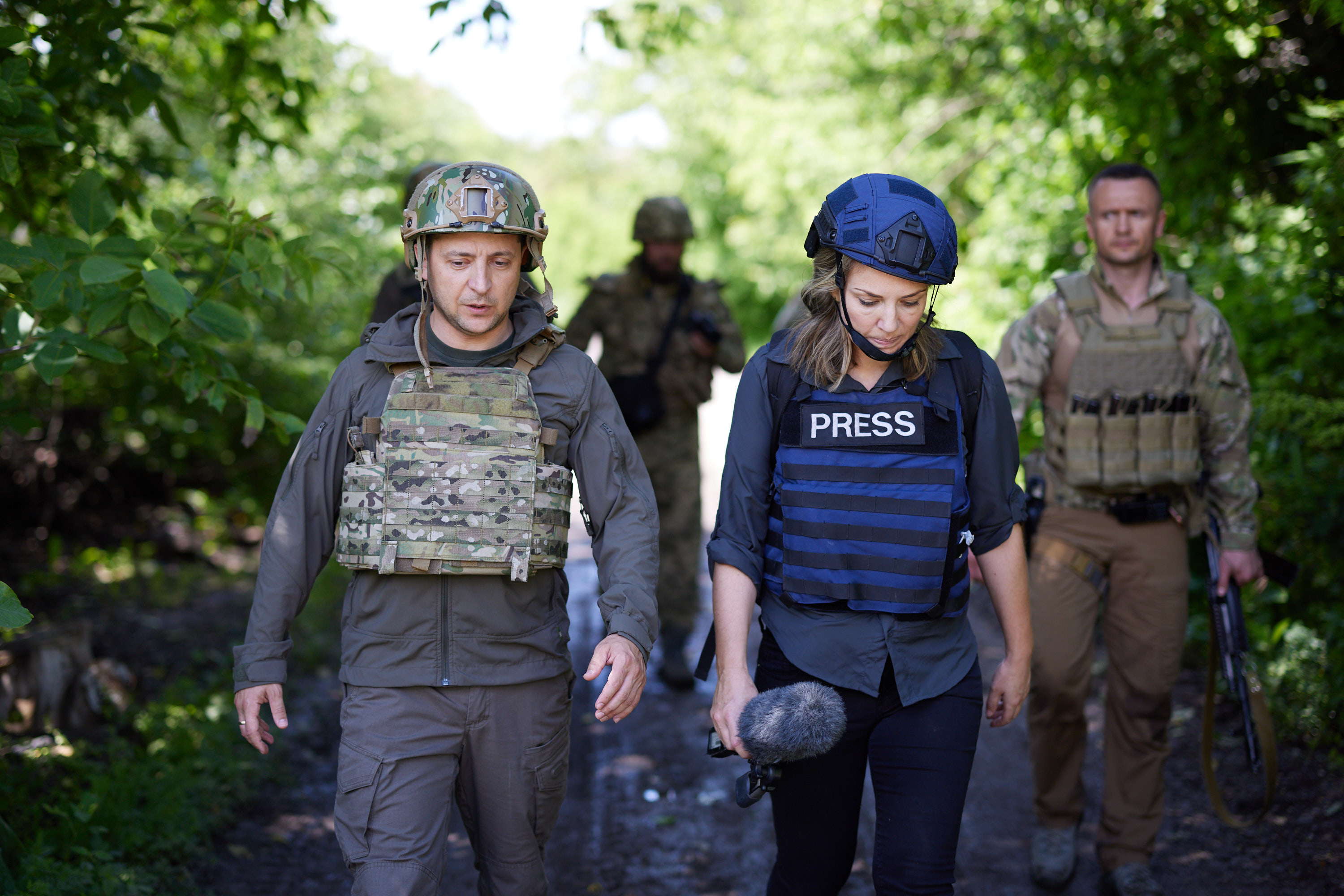
Zelenszkij a Donecki területen 2021 júniusában

2021. november 26-án Zelenszkij azzal vádolta meg Oroszországot és Rinat Akhmetov ukrán oligarchát, hogy támogatják a kormánya megdöntésére irányuló tervet. 2021. november 26-án Zelenszkij tagadta, hogy részt venne egy puccskísérletben, Akhmetov pedig egy nyilatkozatban azt mondta, hogy "a Volodimir Zelenszkij által nyilvánosságra hozott információk arról, hogy megpróbálnak engem valamiféle puccsba belekeverni, teljes hazugság. Felháborít ennek a hazugságnak a terjesztése, függetlenül attól, hogy milyen indítékai vannak az elnöknek." 2021 decemberében Zelenszkij megelőző akcióra szólított fel Oroszország ellen.
2022. január 19-én Zelenszkij egy videoüzenetben azt mondta, hogy az ország polgárainak nem szabad pánikba esniük, és felhívta a médiát, hogy "a tömeges tájékoztatás módszerei legyenek, ne pedig a tömeghisztéria." Január 28-án Zelenszkij felszólította a Nyugatot, hogy ne keltsenek "pánikot" országában egy esetleges orosz invázió miatt, hozzátéve, hogy az állandó figyelmeztetések az invázió "közvetlen" veszélyéről veszélyeztetik Ukrajna gazdaságát. Zelenszkij szerint "nem látunk nagyobb eszkalációt", mint 2021 elején, amikor Oroszország megkezdte a hadsereg kiépítését. Zelenszkij és Joe Biden amerikai elnök nem értett egyet abban, hogy mennyire közvetlen a fenyegetés.
Február 19-én, amikor az Ukrajna elleni orosz invázióval kapcsolatos aggodalmak nőttek, Zelenszkij figyelmeztette a müncheni biztonsági konferenciát, hogy a nyugati nemzeteknek fel kellene hagyniuk a Moszkvával szembeni "békülékeny" hozzáállásukkal. "Ukrajna biztonsági biztosítékokat kapott cserébe azért, hogy feladja a világ harmadik legnagyobb nukleáris arzenálját. Nekünk nincsenek lőfegyvereink. És nincs biztonság... De jogunk van sürgetni a megbékélési politikáról a biztonságot és békét garantáló politikára való áttérést" – jelentette ki.
Február 24-én a kora reggeli órákban, nem sokkal az orosz invázió kezdete előtt Zelenszkij beszédet rögzített mind Ukrajna, mind Oroszország polgáraihoz. Vitatta az orosz kormány állításait a neonácik jelenlétéről az ukrán kormányban, és kijelentette, hogy nem áll szándékában megtámadni a donbászi régiót, miközben kiemelte személyes kapcsolatait a térséggel. A beszéd egy részében oroszul szólt az orosz néphez, és felszólította őket, hogy gyakoroljanak nyomást a vezetésre a háború megakadályozása érdekében:

„"Ki fog a legtöbbet szenvedni ettől? Az emberek. Ki nem akarja ezt mindenkinél jobban? Az emberek. Ki tudja ezt megakadályozni? Az emberek.
"Jelen vannak ezek az emberek köztetek? Biztos vagyok benne, hogy vannak. Közszereplők, újságírók, zenészek, színészek, sportolók, tudósok, orvosok, bloggerek, stand-up komikusok, Tik-Tokosok és még sokan mások. Átlagos emberek. Átlagos, normális emberek. Férfiak, nők, idősek, gyerekek, apák, és ami a legfontosabb, anyák. Akárcsak az ukrajnai emberek. Pontosan olyanok, mint az ukrán hatóságok, bármennyire is próbálnak az ellenkezőjéről meggyőzni.
"Tudom, hogy az orosz televízióban nem fogják bemutatni ezt a felhívásomat. De Oroszország polgárainak látniuk kell. Tudniuk kell az igazságot. És az igazság az, hogy ennek véget kell vetni, mielőtt túl késő lenne. És ha az orosz vezetés nem akar leülni velünk egy asztalhoz a béke érdekében, akkor talán majd leül veletek egy asztalhoz.
"Az oroszok háborút akarnak? Erre a kérdésre nagyon szívesen válaszolnék. De a válasz csak Önökön, az Orosz Föderáció polgárain múlik".”

A beszédet széles körben "érzelmesnek" és "megdöbbentőnek" minősítették.

### 2022-es orosz invázió
A 2022-es orosz invázió Ukrajna ellen 2022. február 24-én vette kezdetét, amikor Oroszország hadműveletet indított Ukrajna ellen. Ez a legnagyobb hagyományos katonai konfliktus Európában a második világháború óta, illetve a legnagyobb eszkaláció az orosz–ukrán háború 2014-es kezdete óta. Oroszországban tilos háborúként hivatkozni a katonai konfliktusra, a hivatalos orosz kormányzati narratíva szerint mindez különleges hadművelet Ukrajnában (oroszul: специальная военная операция на Украине, szpecialnaja vojennaja operacija na Ukrajinye).

## Politikai nézetek

### Gazdasági kérdések
A BIHUS info (uk) június közepén adott interjújában Andrij Herus, az ukrán elnök képviselője a Miniszteri Kabinetben kijelentette, hogy Zelenszkij soha nem ígérte meg a kommunális tarifák csökkentését, de egy kampányvideó, amelyben Zelenszkij azt állította, hogy a földgáz ára Ukrajnában 20-30 százalékkal vagy talán még ennél is többel csökkenhet, nem közvetlen ígéret volt, hanem valójában "félszavas" és "viccelődés". Zelenszkij választási programjában csak egyszer említette a tarifákat – hogy a tőkeamnesztiából befolyó pénzt "az alacsony jövedelmű polgárok tarifaterheinek csökkentésére" fordítanák.

### Külpolitika
Elnökválasztási kampánya során Zelenszkij azt mondta, hogy támogatja Ukrajna tagságát az Európai Unióban és a NATO-ban, de szerinte az ukrán választóknak népszavazáson kellene dönteniük az ország e két szervezethez való csatlakozásáról, ugyanakkor úgy vélte, hogy az ukrán nép már az "eurointegrációt" választotta. Zelenszkij közeli tanácsadója, Ivan Bakanov is azt mondta, hogy Zelenszkij politikája támogatja az EU- és a NATO-tagságot, és népszavazás megtartását javasolja a tagságról. Zelenszkij választási programja azt állította, hogy az ukrán NATO-tagság "a Majdan választása és az alkotmányban rögzített irányvonal, ráadásul ez védelmi képességünk megerősítésének eszköze." A program szerint Ukrajnának célul kell kitűznie, hogy 2024-ben NATO-tagsági akciótervre pályázzon. A programban az is szerepel, hogy Zelenszkij "mindent megtesz annak érdekében", hogy Ukrajna 2024-ben az Európai Unió tagságára pályázhasson. Két nappal a második forduló előtt Zelenszkij kijelentette, hogy "erős, erőteljes, szabad Ukrajnát akar építeni, amely nem Oroszország kistestvére, nem Európa korrupt partnere, hanem a mi független Ukrajnánk".
2020 októberében Azerbajdzsán mellett foglalt állást az Azerbajdzsán és az örmények közötti, a vitatott Hegyi-Karabah régióért folytatott hegyi-karabahi háború kapcsán. Zelenszkij így nyilatkozott: "Támogatjuk Azerbajdzsán területi integritását és szuverenitását, ahogyan Azerbajdzsán is mindig támogatja a mi területi integritásunkat és szuverenitásunkat."
2022 februárjában kérelmezte Ukrajna felvételét az Európai Unióba.
Zelenszkij megpróbálta Ukrajnát semleges félként pozícionálni az Amerikai Egyesült Államok és Kína közötti politikai és kereskedelmi feszültségekben. 2021 januárjában Zelenszkij az Axiosnak adott interjújában azt mondta, hogy nem érzékeli Kínát geopolitikai fenyegetésként, és nem ért egyet az Egyesült Államok azon állításaival, hogy az azt képviseli.

#### Az orosz-ukrán háború
Zelenszkij támogatta a 2013 végi és 2014 eleji Euromajdan mozgalmat. A donbászi háború idején aktívan támogatta az ukrán hadsereget, Zelenszkij segített finanszírozni egy Donbászon harcoló önkéntes zászlóaljat.
Az ukrajnai Komszomolszkaja Pravdának adott 2014-es interjújában Zelenszkij azt mondta, hogy szívesen ellátogatott volna a Krímbe, de elkerüli, mert "fegyveres emberek vannak ott". 2014 augusztusában Zelenszkij fellépett az ukrán csapatoknak Mariupolban, később pedig stúdiója egymillió hrivnyát adományozott az ukrán hadseregnek. A Krím 2014-es orosz annektálásával kapcsolatban Zelenszkij azt mondta, hogy reálisan szólva, csak egy oroszországi rendszerváltás után lehetséges a Krím visszaadása ukrán ellenőrzés alá.
Egy 2018 decemberében adott interjúban Zelenszkij kijelentette, hogy elnökként megpróbálná Oroszországgal tárgyalva véget vetni a Donbaszban zajló háborúnak. Mivel a Donyecki Népköztársaság és a Luganszki Népköztársaság (DPR és LPR) vezetőit Oroszország "bábjainak" tartja, "semmi értelme nem lenne velük tárgyalni". Nem zárta ki, hogy népszavazást tartsanak a kérdésben. Egy három nappal a 2019-es elnökválasztás előtt (április 21-én) megjelent interjúban Zelenszkij kijelentette, hogy ellenzi a donbászi régió "különleges státuszának" megadását. Az interjúban azt is elmondta, hogy ha elnökké választanák, nem írná alá a DPR és az LPR fegyveresei számára történő amnesztiáról szóló törvényt.
Az ellenkező értelmű felvetésekre reagálva 2019 áprilisában kijelentette, hogy Vlagyimir Putyin orosz elnököt "ellenségnek tekinti". 2019. május 2-án Zelenszkij azt írta a Facebookon, hogy "a határ az egyetlen közös dolog Oroszországban és Ukrajnában".
Zelenszkij ellenzi az Oroszország és Németország közötti Északi Áramlat 2 földgázvezetéket, "veszélyes fegyver, nemcsak Ukrajna, hanem egész Európa számára". Egyesek szerint 2022-ben jóváhagyott egy tervet, hogy robbantsák fel a gázvezetéket.
2022. május 25-én Zelenszkij azt mondta, hogy "Ukrajna addig fog harcolni, amíg vissza nem szerzi minden területét".

### Kormányzati reform

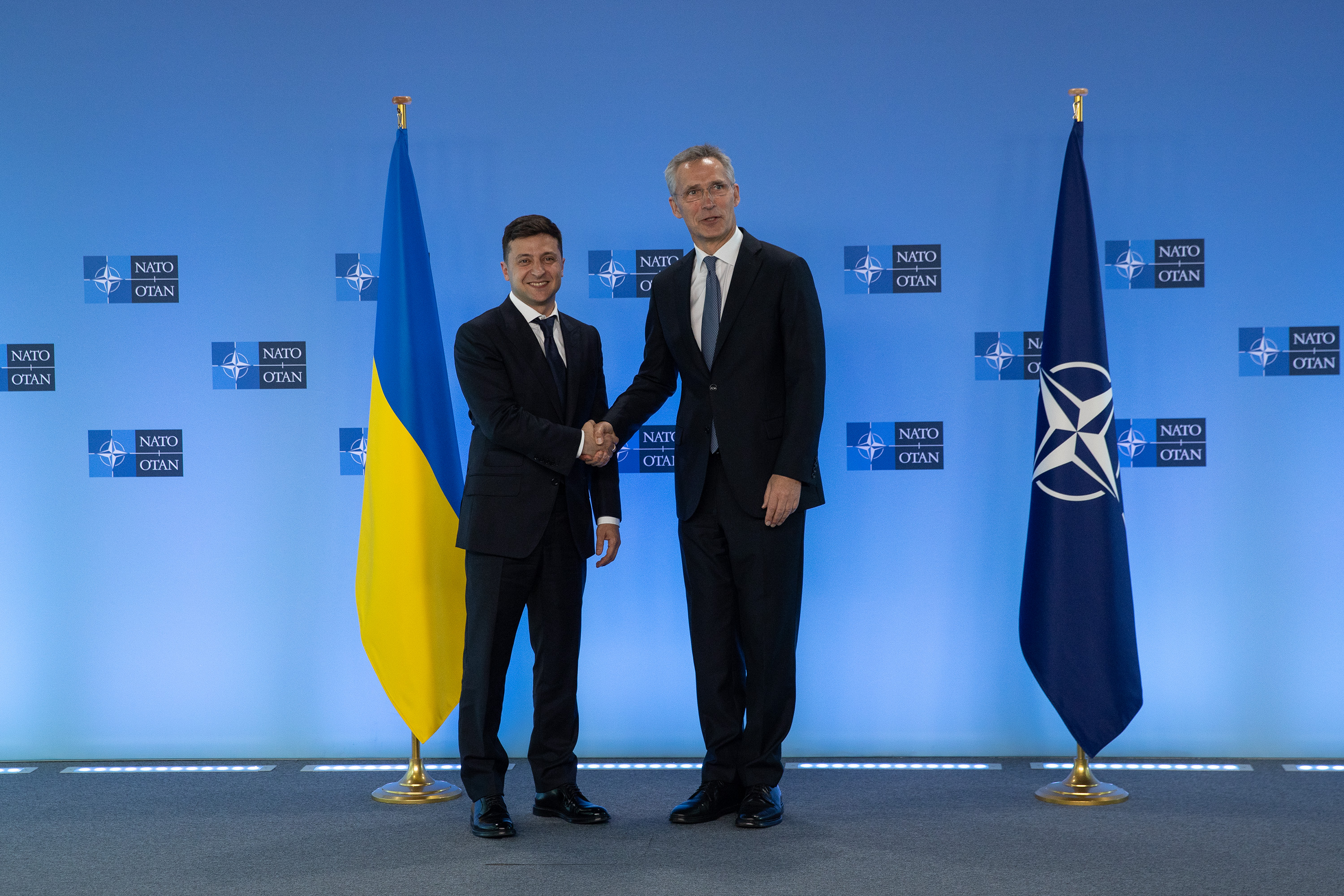
Zelenszkij Jens Stoltenberg NATO-főtitkárral 2019 júniusában

Az elnökválasztási kampány során Zelenszkij korrupcióellenes törvényjavaslatokat ígért, többek között az ország elnökének, a Verhovna Rada (az ukrán parlament) tagjainak és a bíráknak a mentelmi jogának megszüntetését, a felelősségre vonásról szóló törvényt, a választási törvények reformját és a hatékony esküdtszéki eljárás biztosítását. Ígéretet tett arra, hogy a katonai személyzet fizetését "a NATO-szabványok szintjére" hozza.
Bár Zelenszkij a nyílt listás választási szavazást részesíti előnyben, miután kiírta a 2019-es előrehozott ukrán parlamenti választást, "Ukrajna egyes törvényeinek módosításáról a népképviselők választási rendszerének megváltoztatásával összefüggésben" című törvénytervezete a zárt listás választás megtartását javasolta, mivel az előrehozott választások 60 napos határideje "nem hagyott esélyt e rendszer bevezetésére".

### Társadalmi kérdések

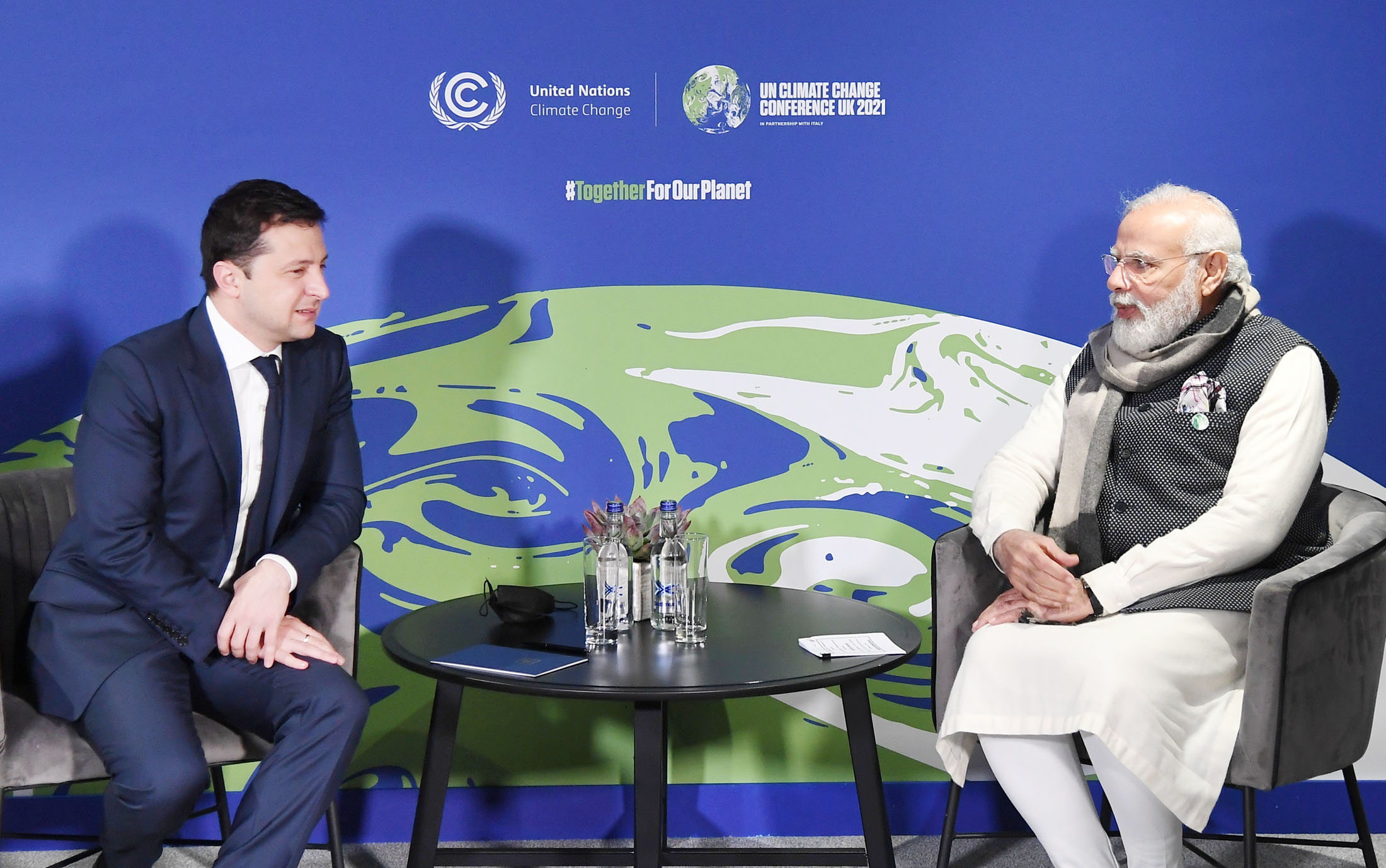
Zelenszkij és Narendra Modi indiai miniszterelnök a COP26 klímacsúcson Glasgowban 2021 novemberében

Zelenszkij ellenezte, hogy Ukrajnában az orosz nyelvet célba vegyék, és hogy politikai véleményük miatt (például a kormány által ukránellenesnek tartott) művészeket kitiltsanak. 2019 áprilisában kijelentette, hogy nem ellenzi az ukrán nyelvi kvótát (a rádióban és a televízióban), bár megjegyezte, hogy ezeken lehetne finomítani. Azt is mondta, hogy az orosz művészeknek, "akik (ukránellenes) politikusokká váltak", továbbra is tilos lenne Ukrajnába belépniük.
Az azonos nemű párok egyenlő jogait követelő petícióra válaszolva Zelenszkij megismételte azt a nézetet, hogy a család nem függ a nemtől, és felkérte Ukrajna miniszterelnökét, hogy vizsgálja felül az azonos nemű párok élettársi kapcsolatát. Az azonos neműek házasságával kapcsolatban Zelenszkij Ukrajna alkotmányának az azonos neműek házasságát tiltó rendelkezésére, valamint az alkotmány háborús módosításának tilalmára hivatkozott, kizárva az azonos neműek házasságának bevezetését a folyamatban lévő háború alatt. Polgárjogi szervezetek dicsérték a nyilatkozatot, bár kritizálták annak homályosságát, mivel Zelenszkij kitért a polgári élettársi kapcsolatra vonatkozó jogi javaslatok részletezése elől.

## Válogatott filmográfia
- Кохання у великому місті – Szerelem a nagyvárosban (2009)…Igor
- Кохання у великому місті 2 – Szerelem a nagyvárosban 2 (2010)…Igor
- Службовий роман. Наш час – Üzleti regény. A mi időnk (2011)…Anatolij Efremovics Novoszelcev
- Ржевський проти Наполеона – Rzsevszkij Napóleon ellen (2012)…Napóleon
- 8 перших побачень – 8 első randevú (2012)…Nyikita Szokolov
- Кохання у великому місті 3 – Szerelem a nagyvárosban 3 (2014)…Igor Zelenszkij
- Пригоди Паддінгтона – Paddington kalandjai (2014)…Paddington medve (hangja)
- 8 нових побачень – 8 új időpont (2015)…Nyikita Andrejevics Szokolov
- A nép szolgája (televíziós sorozat, 2015–2019)…Vaszilij Petrovics Goloborodko
- Слуга народу 2 – A nép szolgája 2 (film, 2016)…Vaszilij Petrovics Goloborodko

## Magánélete
Nős, felesége Olena Zelenszka (született Kijasko), aki Zelenszkij Kvartal–95 nevű filmstúdiójának munkatársa. 2004-ben egy lányuk (Szasa), 2013-ban egy fiuk (Kiril) született.